# Graptoguina inclinata
Graptoguina inclinata är en insektsart som beskrevs av Young 1986. Graptoguina inclinata ingår i släktet Graptoguina och familjen dvärgstritar. Inga underarter finns listade i Catalogue of Life.